# Wilgenweeskind
Het wilgenweeskind (Catocala electa) is een nachtvlinder uit de familie van de spinneruilen (Erebidae). De vlinder lijkt op het rood weeskind, maar heeft vaak meer grijsachtige voorvleugels met duidelijk afstekende dwarslijnen. De kleur van de achtervleugel is donkerder rood.
De soort komt voor in Midden-Europa, Zuid-Europa en Azië tot in Korea.

## Beschrijving
De spanwijdte is 72-76 mm. De voorste vleugel is grijs met op de voorste helft zwartachtige dwarslijnen met een diep uitstekende dubbele zwarte tand in de buitenste dwarslijn. De achtervleugel heeft een rozeachtigrode kleur met een brede zwartachtige, geknikte zoom, die min of meer op een S lijkt. De zoom loopt niet door tot aan de rand van de vleugel
De donkergele en vaak ook grijze met kleine, zwarte stippen gekleurde rups is van april tot juli te vinden en de vlinders van juli tot begin september. Het wilgenweeskind overwintert als ei in een schorsspleet van wilgen.

## Waardplanten
Het wilgenweeskind komt vooral voor op wilgen met name knotwilgen, maar kan ook op populieren te zien zijn. De jonge rups komt alleen voor op smalbladige wilgensoorten.

## Voorkomen in Nederland en België
In Nederland zijn al sinds lange tijd geen waarnemingen meer bekend.